# The Dub Room Special!
Albums de Frank Zappa
Buffalo
(2007) Wazoo
(2007)
The Dub Room Special! est un album posthume de Frank Zappa sorti le 24 août 2007, qui est la bande originale du film du même nom, sorti en 1982. Il s'agit d'une compilation de deux concerts, en 1974, donné à Los Angeles, et en 1981, à New York.

## Titres
1. A Token of My Extreme (Vamp) — 2 min 29 s
2. Stevie's Spanking — 5 min 54 s
3. The Dog Breath Variations — 1 min 42 s
4. Uncle Meat — 2 min 16 s
5. Stink-Foot — 3 min 58 s
6. Easy Meat — 6 min 51 s
7. Montana — 4 min 24 s
8. Inca Roads — 9 min 46 s
9. Room Service — 9 min 15 s
10. Cosmik Debris — 7 min 44 s
11. Florentine Pogen — 10 min 13 s

Les titres A Token of My Extreme (Vamp), The Dog Breath Variations, Uncle Meat, Stink-Foot, Montana, Inca Roads, Room Service, Cosmik Debris et Florentine Pogen ont été enregistrés le 27 août 1974.
Stevie's Spanking et Easy Meat ont été enregistrés le 31 octobre 1981.

## Musiciens

### Los Angeles - 27 août 1974
- Frank Zappa : guitare, percussions, chant
- Napoleon Murphy Brock : saxophone, chant
- George Duke : claviers, tambourin, chant
- Ruth Underwood : percussions
- Tom Fowler : basse
- Chester Thompson : batterie
- Mort Libov : voix (sur Room Service)

### New York - 31 octobre 1981
- Frank Zappa - guitare, chant
- Ray White - guitare, chant
- Steve Vai - guitare, chant
- Tommy Mars - claviers, chant
- Robert Martin - claviers, chant
- Ed Mann - percussions, chant
- Scott Thunes - basse, chant
- Chad Wackerman - batterie